# 安东尼·哈丁
安东尼·哈丁（英語：Anthony Harding，2000年6月30日—），英国男子跳水运动员。他曾代表英国参加2022年世界游泳锦标赛跳水比赛，联同杰克·劳尔获得男子双人3米跳板银牌。